# Route nationale 737
Die Route nationale 737, kurz N 737 oder RN 737, war eine französische Nationalstraße, die von 1933 bis 1973 in drei Abschnitten zwischen einer Kreuzung mit der ehemaligen Nationalstraße 11 bei Saint-Maixent-l’École und Angoulême verlief. Ihre Gesamtlänge betrug 99 Kilometer.